# Jeder spricht gut über meine Heimat
Jeder spricht gut über meine Heimat  (chinesisch 谁不说俺家乡好, Pinyin shuí bù shuō ǎnjiā xiāng hǎo) ist ein Lied aus dem Film „Roter Tag“ aus dem Jahr 1961, der auf Geschehnissen der Schlacht von Menglianggu im Jahr 1947 zwischen den Nationalisten und den Kommunisten während des Chinesischen Bürgerkriegs basiert.
Text und Musik stammen von Lü Qiming, Yang Shuzheng und Xiao Peiheng.
2007 war es eines der Lieder, mit denen die chinesische Mondsonde Chang’e 1 ausgestattet wurde.